# Ender Coşkun
Ender Coşkun (ur. 11 stycznia 1988) – turecki zapaśnik walczący w stylu wolnym. Dwudziesty na mistrzostwach świata w 2009. Wicemistrz śródziemnomorski w 2010. Dziesiąty na akademickich MŚ w 2010. Mistrz Europy juniorów w 2008 roku.